# Razarači klase Hatakaze
Klasa Hatakaze je klasa japanskih razarača naoružanih vođenim projektilima. Klasa je nasljednik razarača klase Tachikaze. Klasu Hatakaze čine 2 razarača izgrađenih u razdoblju od 1983. do 1988. godine. Prvi su brodovi japanske mornarice kojim je pogonska jedinica plinska turbina. Oba broda su u operativnoj uporabi japanske ratne mornarice. Klasu Hatakaze naslijedili su razarači klase Kongo.
| Tvornički broj | Oznaka  | Naziv     | Kobilica položena  | Porinut            | Stavljen u uporabu | Matična luka |
| -------------- | ------- | --------- | ------------------ | ------------------ | ------------------ | ------------ |
| 2311           | DDG-171 | Hatakaze  | 20. svibnja 1983.  | 9. studenog 1984.  | 27. ožujka 1986.   | Yokosuka     |
| 2312           | DDG-172 | Shimakaze | 13. siječnja 1985. | 30. siječnja 1987. | 23. ožujka 1988.   | Sasebo       |

## Vanjske poveznice
- Globalsecurity.org - klasa Hatakaze